# Valentino Acuña
Valentino Andrés Acuña (Rosario, 27 gennaio 2006) è un calciatore argentino, centrocampista del Newell's Old Boys.

## Biografia
Nel 2014 ha interpretato la controfigura di Lionel Messi da bambino nel docufilm Messi - Storia di un campione.

## Carriera

### Club
Acuña è cresciuto nel settore giovanile del Newell's Old Boys, con cui ha firmato il suo primo contratto professionistico il 6 dicembre 2022. Ha debuttato in prima squadra il 16 settembre 2024 nell'incontro di Primera División perso 3-0 contro l'Argentinos Juniors.

### Nazionale
Nel 2023 con la Argentina Under-17 ha partecipato al campionato sudamericano ed al campionato mondiale di categoria.

## Statistiche

### Presenze e reti nei club
Statistiche aggiornate al 27 ottobre 2024.
| Stagione        | Squadra           | Campionato      | Campionato | Campionato | Coppe nazionali | Coppe nazionali | Coppe nazionali | Coppe continentali | Coppe continentali | Coppe continentali | Altre coppe | Altre coppe | Altre coppe | Totale | Totale | Totale |
| Stagione        | Squadra           | Comp            | Pres       | Reti       | Comp            | Pres            | Reti            | Comp               | Pres               | Reti               | Comp        | Pres        | Reti        | Pres   | Reti   |        |
| --------------- | ----------------- | --------------- | ---------- | ---------- | --------------- | --------------- | --------------- | ------------------ | ------------------ | ------------------ | ----------- | ----------- | ----------- | ------ | ------ | ------ |
| 2024            | Newell's Old Boys | PD              | 5          | 0          | CA+CdL          | 0               | 0               |                    | -                  | -                  |             | -           | -           | 5      | 0      |        |
| Totale carriera | Totale carriera   | Totale carriera | 5          | 0          |                 | 0               | 0               |                    | 0                  | 0                  |             | -           | -           | 5      | 0      |        |

### Cronologia presenze e reti in nazionale
| Cronologia completa delle presenze e delle reti in nazionale ― Argentina under 20 | Cronologia completa delle presenze e delle reti in nazionale ― Argentina under 20 | Cronologia completa delle presenze e delle reti in nazionale ― Argentina under 20 | Cronologia completa delle presenze e delle reti in nazionale ― Argentina under 20 | Cronologia completa delle presenze e delle reti in nazionale ― Argentina under 20 | Cronologia completa delle presenze e delle reti in nazionale ― Argentina under 20 | Cronologia completa delle presenze e delle reti in nazionale ― Argentina under 20 | Cronologia completa delle presenze e delle reti in nazionale ― Argentina under 20 |
| Data                                                                              | Città                                                                             | In casa                                                                           | Risultato                                                                         | Ospiti                                                                            | Competizione                                                                      | Reti                                                                              | Note                                                                              |
| --------------------------------------------------------------------------------- | --------------------------------------------------------------------------------- | --------------------------------------------------------------------------------- | --------------------------------------------------------------------------------- | --------------------------------------------------------------------------------- | --------------------------------------------------------------------------------- | --------------------------------------------------------------------------------- | --------------------------------------------------------------------------------- |
| 25-7-2024                                                                         | Alcúdia                                                                           | Argentina under 20                                                                | 1 – 1                                                                             | Mauritius under 20                                                                | Amichevole                                                                        | -                                                                                 | 48’                                                                               |
| 30-7-2024                                                                         | Alcúdia                                                                           | Uruguay under 20                                                                  | 0 – 1                                                                             | Argentina under 20                                                                | Amichevole                                                                        | -                                                                                 | 50’                                                                               |
| 24-1-2025                                                                         | Valencia                                                                          | Brasile under 20                                                                  | 0 – 6                                                                             | Argentina under 20                                                                | Campionato sudamericano U-20 - 1º turno                                           | -                                                                                 | 60’                                                                               |
| 26-1-2025                                                                         | Valencia                                                                          | Argentina under 20                                                                | 1 – 1                                                                             | Colombia under 20                                                                 | Campionato sudamericano U-20 - 1º turno                                           | -                                                                                 | 71’                                                                               |
| 28-1-2025                                                                         | Valencia                                                                          | Argentina under 20                                                                | 1 – 0                                                                             | Bolivia under 20                                                                  | Campionato sudamericano U-20 - 1º turno                                           | -                                                                                 | 55’ 90’                                                                           |
| Totale                                                                            |                                                                                   | Presenze                                                                          | 5                                                                                 |                                                                                   | Reti                                                                              | 0                                                                                 |                                                                                   |